# Peter Plys
| Portal | Portal:Disney |

 For alternative betydninger, se Peter Plys (flertydig). (Se også artikler, som begynder med Peter Plys)
Peter Plys er det danske navn på den fiktive bjørn, Winnie the Pooh, som er hovedperson i den engelske forfatter A. A. Milnes klassiske børnebøger om dyrene i Hundredmeterskoven. Både Milnes første bog Winnie-the-Pooh (1926) og fortsættelsen The House at Pooh Corner (1928) er illustreret af E.H. Shepard. Bøgerne udkom i dansk oversættelse ved Else Heise som hhv. Peter Plys (1930) og Peter Plys og hans venner (1931). De mange små vers i bøgerne er oversat af Tom Kristensen. Bøgerne er opdelt i korte fortællinger om Plys' eventyr i Hundredmeterskoven, hvor han bor ligesom sin bedste ven Grisling, samt Tigerdyret, Æsel, Ninka Ninus, Ugle, Kængu og Kængubarnet. Hundredmeterskoven er muligvis også hjemsted for de mystiske elefantdyr (eng. "heffalumps").
Milne skrev oprindeligt fortællingerne om Plys til sin søn, Christopher Robin, som også optræder i det fiktive univers (på dansk under navnet Jakob). Dyrene i historierne er hovedsagelig baseret på sønnens forskellige tøjdyr, som Milne udviklede hver sin særlige personlighed til. Peter Plys var sønnens første bamse og er opkaldt efter en canadisk bjørn ved navn Winnipeg, som far og søn havde set i Londons zoologiske have. Plys og hans venner optræder desuden i Milnes to digtsamlinger for børn, When We Were Very Young (1924) og Now We Are Six (1927).
Fortællingerne om Peter Plys fik uoverskuelige konsekvenser for Milne-familien, idet de førte til, at sønnen blev mobbet i skolen og kom til at hade såvel bamsen som sin far.
Den 18. januar, som er A. A. Milnes fødselsdag, fejres som Peter Plys-dag. 
Studiet af Peter Plys kaldes (halvt spøgende) plysologi (eng. Poohology).

## Rettighederne
A. A. Milne solgte i 1930 rettighederne for 1.000 dollars til litteraturagenten Stephen Slesinger. I 1966 købte Disney-koncernen rettighederne til både Milnes fortællinger og til Shepards tegninger som de nu tjener 6 milliarder dollars om året på.
The Many Adventures of Winnie the Pooh - på dansk slet og ret Peter Plys, den første tegnefilm i spillefilmslængde om Plys og hans venner, havde premiere i 1977. Disney indførte her en ny figur i universet, Max Muldjord, som ikke findes i Milnes bøger.
I Disneys tegnefilm om den verdenskendte plysbjørn, er det på dansk skuespilleren John Hahn-Petersen, der har lagt sin stemme til, dog ikke i den første biograffilm der havde premiere i 1977 (Louis Miehe-Renard). I dag er det Donald Andersen der lægger stemme til Peter Plys.
- Wikimedia Commons har flere filer relateret til Peter Plys